# Образование в Чувашии
Образование в Чувашии представлено системой административных органов в сфере образования и учебных заведений федерального, регионального и муниципального подчинения.

## История
Первые светские государственные учебные заведения – малые народные училища – были открыты в уездных городах Алатырь (1787), Чебоксары (1789), Ядрин (1791). С начала XIX в. на территории чувашского края в соответствии со школьным Уставом 1804 года начали возникать приходские училища. Первым приходским училищем стала школа, открытая 10 августа 1807 года в селе Буртасы Цивильского уезда.
До революции в Чебоксарах были гимназии и училища. Так в двухэтажном каменном доме купчихи Забродиной, который находился на улице Чернышевского  (бывшая Набережно-Архангельская), была женская гимназия (в этом здании после революции разместился Центральный Чувашский педтехникум; в 1931 году педтехникум переводится в Цивильск, а в здании размещается только что открытый Сельхозинститут; в 1934 году институт переезжает в новое здание, а в этом на долгие годы размещаются партийные курсы (партшкола) и в 1948 году даже надстраивается третий этаж; 1 сентября 1960 года здесь открывается восьмилетняя школа № 15 с продлённым днём. И так до 1977 года).
В 1904 году в Чебоксарах открылась женская прогимназия. Это общеобразовательное учреждение с программой младших классов гимназии. В прогимназии было четыре класса, соответствовавших четырем младшим классам гимназии. Учреждались в городах, где не было гимназий. Имели право принимать экзамены на звание учителя начальной школы и первый классный чин. 
Первая женская прогимназия в Чувашии открыта в 1870 году в Алатыре, в 1906 и 1910 годах – в Ядрине и Цивильске. В 1910 году в Чебоксарах открылась женская гимназия, мужская начала работать в 1912 году.

## Управление сферой образования
Сфера образования находится под управление федеральных, республиканских и муниципальных органов образования и просвещения.
Исторический республиканский орган просвещения был под управлением следующих органов:
- Народные комиссары просвещения Чувашской АССР: Никитин, Александр Никитич (1924—1927) Сергеев, Михаил Сергеевич (1927—1930) Чернов, Ефрем Семёнович (1930—1937) Осипов, Роман Осипович (1937—1938) Харитонов, Варфоломей Тихонович (1938—1940) Евлампьев, Константин Евлампьевич (1940—1941) Макаров, Михаил Петрович (1941—1946→)
- Министры просвещения Чувашской АССР: Макаров, Михаил Петрович (→1946—1952) Токарев, Александр Михайлович (1952—1954) Каховский, Василий Филиппович (1954—1957) Капитонов, Пётр Капитонович (1957—1961) Егоров, Дмитрий Егорович (1961—1964) Сидоров, Георгий Сидорович (1964—1973) Счётчиков, Николай Григорьевич (1973—1984) Мидуков, Владимир Петрович (1984—1988→)
- Министр народного образования Чувашской АССР: Мидуков, Владимир Петрович (→1988—1992)
- Министры образования, науки и высшей школы Чувашской Республики: Данилов, Владимир Данилович (1992—1994) Морозов, Рюрик Николаевич (1994—1996) Данилов, Владимир Данилович (1996—1998)
- Министры образования Чувашской Республики: Григорьев, Георгий Николаевич (1998—1999) Чернова, Галина Петровна (2000—2004→)
- Министры образования и молодёжной политики Чувашской Республики: Чернова, Галина Петровна (→2004—2011) Иванов, Владимир Николаевич (2011—2016) Исаев, Юрий Николаевич (2016—2018) Иванов, Александр Степанович (2018) Кудряшов, Сергей Владимирович (с 2018)

## Среднее образование

### Преподавание на чувашском языке
В стратегии развития образования в Чувашской Республике до 2040 года утверждённой Указом Президента Чувашской Республики от 21.03.2008 № 25 сказано: «В настоящее время в республике насчитывается 344 чувашских, 177 русских, 17 татарских национальных школ, в 4 общеобразовательных учреждениях учащиеся изучают мордовский язык. Существующая сеть позволяет удовлетворять запросы детей в получении качественного образования в условиях поликультурного пространства».
По данным Минобразования Чувашии в 2009 году в республике было 65 % школ с чувашским, 31 % с русским, 3 % с татарским языками обучения. Чувашский язык как родной преподавался в 344 чувашских школах и как государственный язык — во всех остальных 198. В 1-5 классах чувашских, татарских национальных школ обучение велось на родном языке.
До отмены национально-регионального компонента государственного стандарта общего образования в 2007 году преподавание родного (нерусского) языка в школах республики велось в рамках национально-регионального компонента. Хотя уровень знания чувашского языка выпускниками русскоязычных школ оставался при этом весьма низким, но по словам прежнего министра образования Чувашской Республики Г. П. Черновой, сказанным ею в 2000 году, нет необходимости увеличивать количество часов преподавания чувашского языка в русскоязычных школах.
В Концепции национальной школы Чувашской Республики в современной системе обучения и воспитания, утвержденной Постановлением Кабинета Министров Чувашской Республики от 1 июня 2000 г. № 109 и утратившей силу постановлением Кабинета министров Чувашской республики от 29 июня 2011 г. № 263 дано следующее определение национальной школы: «Национальная школа — это общеобразовательное учреждение, находящееся на территории Чувашской Республики в местах компактного проживания представителей разных национальностей, реализующее образовательные программы, основанные на принципе включения обучающихся в родную этнокультурную среду и содержащие соответствующий национально-региональный компонент». Впоследствии данное определение было уточнено в Законе от 8 января 1993 г. «Об образовании» в ред. Закона от 18 октября 2004 г., где национальным образовательным учреждением считается учреждение, реализующее образовательные программы, основанные на принципе включения обучающихся в родную этнокультурную среду и национальные традиции (ст. 12.2). В последней редакции Закона ЧР «Об образовании» понятие «национальная школа» отсутствует.

### История
- 1936 — бюро обкома ВКП(б) 13 января 1936 года приняло решение о введении преподавания в 8—10 классах школ Чувашии всех дисциплин на русском языке;
- 1938 — Наркомат просвещения Чувашии, опираясь на постановление СНК СССР и ЦК ВКП(б) от 13 марта 1938 г. «Об обязательном изучении русского языка в школах национальных республик и областей», изменил учебные планы в сторону резкого усиления роли русского языка в процессе обучения. Был расширен объём информации и увеличено количество часов, отведенных на этот предмет. Согласно постановлению бюро обкома ВКП(б) и СНК ЧАССР от 9 апреля 1938 г. «Об обязательном изучении русского языка в чувашских, татарских и мордовских школах Чувашской АССР» с 1 сентября 1938 г. во всех школах республики было введено преподавание русского языка как предмета изучения со 2-го класса начальных школ[7].
- 1958 — принят Закон СССР от 24 декабря 1958 «Об укреплении связи школы с жизнью и о дальнейшем развитии системы народного образования в СССР». Родители учеников впервые получили право сами выбирать язык обучения для своих детей. В массовом порядке по просьбам родителей обучение во многих школах республики переводится с родного (нерусского) языка на русский.
- 1993 — принят Закон Чувашской Республики от 28 января 1993 года «Об образовании» в статье 6. п. 2 которого сказано: «Чувашская Республика обеспечивает создание условий для дошкольного, начального общего, основного общего образования на русском и чувашском языках, а в местах компактного проживания представителей иных национальностей — на их родном языке».
- 2005 — 11 ноября в Чебоксарах прошла первая конференция учителей чувашского языка и литературы в работе которой приняли участие более 300 делегатов из Чувашской Республики, регионов Российской Федерации и ближнего зарубежья[8]. По результатам конференции было принято Заявление о языковой ситуации в Чувашской Республике в котором, в частности, утверждается, что сложившаяся в Чувашской Республике языковая практика противоречит действующему законодательству[9].
- 2007 — принят Федеральный закон от 1 декабря 2007 года № 309-ФЗ «О внесении изменений в отдельные законодательные акты РФ в части изменения понятия и структуры государственного образовательного стандарта» в соответствии с которым происходит замена действующего института государственных образовательных стандартов (включающих в себя федеральный и региональный (национально-региональный) компоненты, а также компонент образовательного учреждения), на институт «федеральный государственный образовательный стандарт»[10]. Федеральные государственные образовательные стандарты утверждаются не реже одного раза в десять лет и включают в себя требования к структуре основных образовательных программ, условиям их реализации, а также результатам освоения основных образовательных программ.
- 2010 — на базе МБОУ СОШ № 10 в г. Чебоксары начала действовать экспериментальная площадка «Развивающее обучение через интенсивное преподавание чувашского языка в начальной школе». 1 апреля был начат приём учеников в один 1-й класс с обучением на 2-х языках: русском и чувашском. Преподавание ряда предметов на чувашском языке вводится пошагово с использованием методики, позволяющей обучать детей вне зависимости от начального владения чувашским языком[11][12].
- 2012 — Кабинет Министров Чувашской Республики принял Постановление от 13.09.2012 № 390 «О Республиканской целевой программе по реализации Закона Чувашской Республики „О языках в Чувашской Республике“ на 2013—2020 годы»[13][14][15]

### Преподавание основ религиозных культур и светской этики
В марте 2006 года Министерство образования Чувашии подписало соглашение о сотрудничестве в сфере духовного и нравственного воспитания детей и молодёжи с Чебоксарско-Чувашской епархией, в августе 2007 года — с Духовным управлением мусульман Чувашской Республики. В ряде школ были введены факультативы по основам православной и мусульманской культуры. По данным на 20 января 2009 года, в республике общее число образовательных учреждений, в которых изучали историю и культуру религии — 133 (22,5 % от общего количества образовательных учреждений), количество учащихся, изучающих историю и культуру религии — 5462 (4,3 % от общего числа школьников). Количество часов, отводимых на изучение истории и культуры религии в начальных, средних, старших классах составляло соответственно по два часа. За основу были взяты учебные пособия, разработанные преподавателями АНО «Московская педагогическая академия».
С 2009—2010 учебного года школы Чувашии участвовали в пилотном проекте по преподаванию учебного курса «Основы религиозных культур и светской этики» в 4-5 классах.
С целью презентации модуля «Основы православной культуры» перед педагогической общественностью Чувашии 24 марта 2010 года Чебоксары посетил автор первого официального учебника по «Основам православной культуры» протодиакон А. В. Кураев. 17 июня 2010 г. в Чувашском государственном университете состоялась очередная встреча протодиакона А. В. Кураева с педагогической общественностью с участием Высокопреосвященнейшего Варнавы, Митрополита Чебоксарского и Чувашского, и Министра образования и молодёжной политики Чувашской Республики Г. П. Черновой на которой были подведены итоги преподавания основ православной культуры.
По данным опроса родителей школьников 4-х классов, в 2009—2010 учебном году в Чувашии «Основы мировых религиозных культур» выбрали для изучения 42,9 % чувашских школьников, «Основы православной культуры» — 31 %, «Основы светской этики» — 24,4 %, «Основы исламской культуры» — 1,7 % учащихся. В Чебоксарах «Основы мировых религиозных культур» выбрали 55,3 процента учащихся, «Основы светской этики» выбрал 31 процент, а «Основы православной культуры» — 13,5 процента.
9 декабря 2010 года прошло заседание Межведомственной комиссии по чувашскому языку на которой рассматривались проблемы унификации чувашской терминологии учебного курса «Основы православной культуры» и был утверждён список чувашских терминов, рекомендованных для использования в учебном курсе «Основы православной культуры».
В 2011—2012 учебном году в Чувашии обучением по модулям курса «Основы религиозных культур и светской этики» охвачено более 11,4 тысячи учащихся 4-х классов, из них 41,78 % выбрали для изучения модуль «Основы православной культуры».

### Преподавание чувашской истории
- 2007 — 16 февраля прошла Межрегиональная научно-практическая конференция «Изучение истории и культуры родного края и чувашского народа».

## Высшее образование

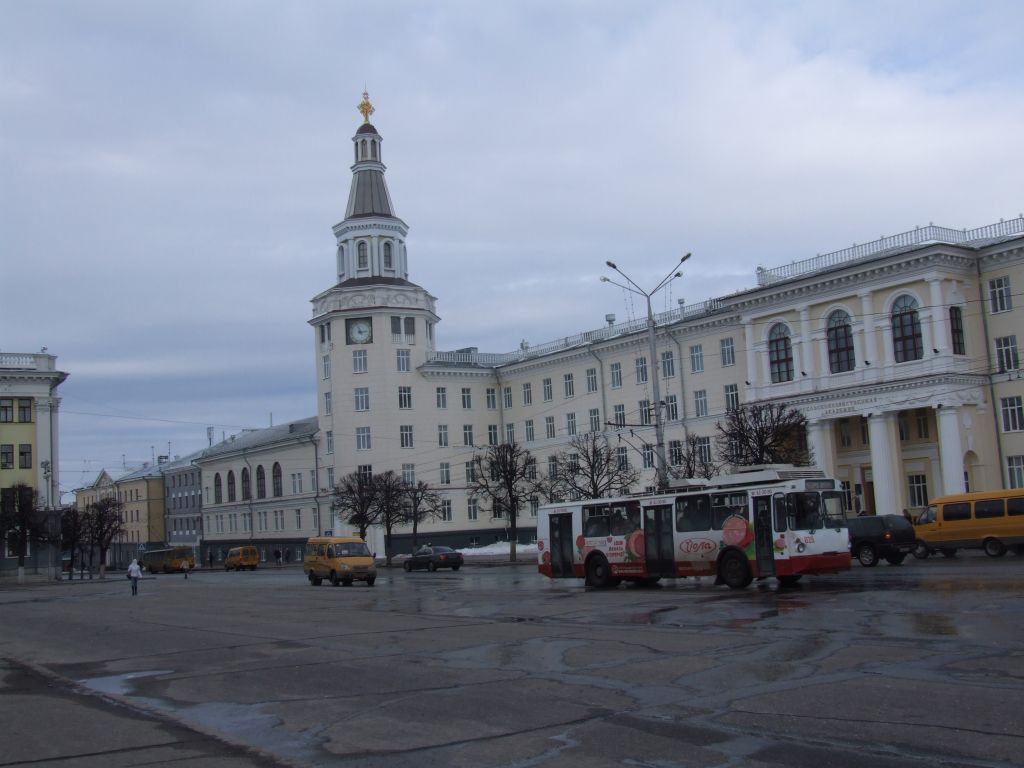
Главный корпус Чувашской государственной сельскохозяйственной академии

Кооперативный институт (Чебоксары)

Новый корпус ЧГУ имени Ульянова (Чебоксары)

Институт культуры (Чебоксары)

Образование в столице Чувашской Республики представлено более чем двумя десятками институтами, университетами и их филиалами. Первое высшее учебное заведение было открыто 10 июня 1930 года (пединститут).

### Университеты
- Чувашский государственный университет имени И.Н. Ульянова (основан 17 августа 1967 года) — крупнейший ВУЗ Чувашии, в котором обучается более 16 тыс. студентов и работает более 1200 преподавателей. ЧГУ был организован постановлением Совета Министров СССР от 17 марта 1967 года № 796, постановлением Совета Министров РСФСР от 21 августа 1967 года № 631 (Приказы Министерства высшего и среднего специального образования СССР от 5 сентября 1967 года № 574 и Министерства высшего и среднего специального образования РСФСР от 26 августа 1967 года № 386) на базе Волжского филиала Московского энергетического института и историко-филологического факультета Чувашского государственного педагогического института им. И. Я. Яковлева[28]. Постановлением Совета Министров РСФСР от 30 ноября 1967 года № 882 Чувашскому государственному университету присвоено имя И. Н. Ульянова.
- Чувашский государственный педагогический университет имени И.Я. Яковлева, в котором обучается около 7500 тысяч студентов и работает более 500 высококвалифицированных специалистов. ВУЗ основан 10 июня 1930 года совместным постановлением ВЦИК и Совнаркома РСФСР как Чувашский педагогический институт. Он стал преемником Симбирского чувашского практического института народного образования, функционировавшего в 1921-1923 годах на базе бывшей Симбирской чувашской учительской школы, а также работавшего в 1926-1930 годах чувашского отделения языка и литературы при Восточном педагогическом институте в Казани[29]. С 1958 года носит имя выдающегося чувашского педагога-просветителя И. Я. Яковлева.
- Чувашский государственный аграрный университет. Обучает студентов с  1 сентября 1931 года. Академия создана по Постановлению Совета Hародных Комиссаров РСФСР от 22 мая 1931 г. № 558 как Чувашский сельскохозяйственный институт как ВУЗ Наркомзема СССР. На основании Положения о Министерстве сельского хозяйства Российской Федерации, утверждённого постановлением Правительства Российской Федерации от 12 июня 2008 г. № 450, и распоряжения Правительства Российской Федерации от 22 июля 2006 г. № 1041-р Академия находится в ведении Министерства сельского хозяйства Российской Федерации.

### Институты
- Чебоксарский кооперативный институт (основан в 1962 году) — филиал Российского университета кооперации
- Чувашский государственный институт культуры и искусств (основан в 2000 году)[30]

### Филиалы
Кроме существующих местных вузов в городе Чебоксары в разное время действовали филиалы иногородних вузов:
- Волго-Вятской академии государственной службы
- Волжский филиал МАДИ (ГТУ) (Московского автомобильно-дорожного института)
- Московского государственного университета технологий и управления
- Российского государственного социального университета
- Санкт-Петербургского государственного инженерно-экономического университета
- Московского государственного открытого университета
- Санкт-Петербургского государственного политехнического университета
- Московского института государственного управления и права
- Московского государственного гуманитарного университета им. М. А. Шолохова
- Современной гуманитарной академии
- Московского гуманитарно-экономического института.
- До 2011 года действовал Чебоксарский филиал Нижегородской академии МВД РФ[31].